# アスベスト関連肺がん
アスベスト関連肺がん（アスベストかんれんはいがん、石綿関連肺がん）は、アスベストを吸入したことを原因として発生した肺がんである。日本では医学者の研究にもとづいて1970年に初めて発生していることが報道された。石綿を産出しない国の研究者たちによって、アスベスト関連疾患の診断基準やさまざまな疾病とアスベストのリスクに関して開催された1997年のヘルシンキ国際会議では中皮腫1人に対して、2人にアスベストが原因の肺がんが発生しているとした。同会議は2014年にも開催されたが、この点については変更がなされなかった。日本では、アスベスト関連肺がんの被害者の多くが労働者災害補償保険法や石綿による健康被害の救済に関する法律で救済されていない。多くの被害者が泣き寝入りを強いられている状況である。「肺がんに関しては検査を尽くさずに労基署の安易な不支給決定がまかり通っているのが現状だ。これまで不支給とされた事例の見直しとやり直しが必要だ」、「申請すればすぐに認定される典型的な被害がまだまだ放置されている」との声もある。また遺族からは、「補償や救済の制度はあるが、証拠をそろえる力がない被害者をすくい上げる仕組みになっていない。泣き寝入りする人が多いのではないか」との指摘もある。2014年現在でも被災者支援団体によって「肺がん・アスベスト（石綿）ホットライン」が開催されるなど、石綿が原因とされる被災者の救済状況の改善が課題となっている。
現在のJATI協会（旧・日本石綿協会）は1971年に「石綿発ガン説が正しいならば、一八〇〇年代に英国に始まり、わが国においては僅かに遅れて明治中期に興った石綿工業は地球上から滅亡していることになる道理である」との主張をしていたが、あまりにもナンセンスなものであった。

## 被害者数
人口動態調査によると、2012年には年間で1400名の中皮腫死亡者が発生した。ヘルシンキ国際会議で示された中皮腫に対する発生比率に基づけば、この統計からは同年に約2800名のアスベスト関連肺がんが発生していると推計することができる。

## 医療現場での見落とし
中国地方の配管工事会社で働き、2011年11月に肺がんで死亡した80代男性はアスベストを含んだ配管の加工・補修作業をした経験があった。ところが、肺がんの診断を受けた病院では闘病時も死亡時もアスベストとの関連に全く触れられなかった。この男性の同僚などが中皮腫で労災認定されていたなどの事情から遺族が中皮腫・アスベスト疾患・患者と家族の会に相談したところ、その後の調査などによってアスベストの吸引があったことを示す胸膜プラークが確認され、死亡から1年半後に労災認定されるなどの事例があった。
同会北陸支部が受けた相談でも、福井県内に住む80代の男性被害者が3年前に肺がんを発症したものの、総合病院の入院におり、肺の画像にも石綿吸引の痕跡が残っていたにもかかわらず「通常の肺がん」と診断されていたという例があった。同支部の調査によって男性の職歴などを丁寧に調べ、労災申請して認定されるという事例もあった。

## 労災申請時の不受理
肺がんと石綿との関連が自覚的であり、労災の申請のために労働基準監督署へ書類を提出しようとしたところ、受理されないという事例もある。例えば、大阪泉南地域の被害者の中には父親が経営していた工場において他の労働者と同様の作業をしていたにもかかわらず、「経営者の家族は労働者性がないから無理だ」として労災申請の受理すらされなかった。その後、弁護士の支援を受ける形で労災が認定された。
同様の事例はほかにも存在する可能性があり、一度、行政機関で判断されたことが専門家や被災者支援団体等のサポートによって変わることをこのケースは証明している。

## 相談事業
労災保険や救済法においては認定基準が被害者を十分に救い上げる制度となっていない。そのため、申請を棄却された被害者やその遺族はNPOなどの民間団体へ相談を持ち込むケースが多々ある。特に、中皮腫・じん肺・アスベストセンターや中皮腫・アスベスト疾患・患者と家族の会ではそのような、いわゆる困難事例の相談にあたって認定に至るまでのサポートを積極的に支援している。アスベストセンターでは、「石綿肺がんの方へ　名取所長の長年の経験からのアドバイス」として情報提供をしている。同センターの「肺がんの方へ　相談員 斎藤からのアドバイス」にも肺がん患者を対象にしたメッセージを出している。
これらの団体が支援して労災保険の不支給処分が取り消された事案には以下のようなものがある。
・2006年12月、23年間にわたって耐熱や断熱用に石綿製品が使われている造船所内で新造船や修理を担当していた男性が退職後に肺がんを発症した。2005年10月に新潟の労基署に労災の給付申請をしたが、胸膜プラーク・石綿小体・石綿繊維のいずれもが、CTや画像フィルム、肺組織の検査からみつけられなかったとして不支給決定を受けた。その後、支援団体が男性の乾燥肺から1グラムあたり401本の石綿小体を検出した。これは一般の人が35本から44本であることから比べれば11倍も高かった。その結果を名取雄司医師（ひらの亀戸ひまわり診療所）の意見書として提出し、新潟労働局が労基署の不支給決定を取り消した。
・2008年10月、三菱マテリアル建材の工場で設備保全作業に30年以上従事して肺がんを発症した被害者の事案では、労災申請にあたって監督署の調査では収集されていなかった胸部CT画像の提出や複数の同僚の認定事例を指摘し、茨城労働者災害補償保険審査官が監督署の不支給処分を取り消した。
・2011初頭に、自動車整備工場でブレーキパッドなど各種のアスベスト製品を取り扱っていた男性が肺がんを発症して死亡した後、遺族が労基署で労働者性がないという理由で申請が受理されなかった件が中皮腫・じん肺・アスベストセンターに寄せられた。調査の結果、被害者の男性は経営者となる以前には、被雇用者であったことが判明し、さらに当時の甚大な給与明細が残っていた。そのことが認定につながった。「単純に労働者性を否定せずにじっくり相談すれば解決した案件」であった。
・2011年秋に、10年以上前に亡くなった肺がん被害者の遺族から中皮腫・じん肺・アスベストセンターに相談が寄せられた。その時点では、死亡診断書だけがあり、「肺癌」の2文字だけが唯一の手がかりであった。被害者は北関東のスレート工場で30年以上勤務しており、厚生労働省が毎年公開している石綿ばく露作業による労災認定等事業場一覧表にも認定例があった。しかし、受診していた3つの病院のうち、1つの病院の診断書が1枚見つかった以外の病理情報は存在しなかった。しかし、労災の申請から1ヵ月後、死亡診断書と社会保険記録のみで認定の通知があった。
・2012年9月、東京都の公務災害としては初めて石綿肺の合併症として肺がんを発症した事例の公務災害認定がなされた。請求から約2年が経過していた。被害者の男性は公務員としてバスや清掃車などの大型自動車の整備をしていた。

## 労災不支給が裁判で逆転
アスベストが原因の肺がんとして労災を申請したにもかかわらず、労災の申請をしても審査において棄却されるケースも多々ある。このような被害者の中には、不支給処分の取消を求めて行政訴訟を起こす患者や遺族もいる。現在、多くの裁判において厚生労働省は敗訴しているため、不支給処分とされたケースでも相談事業にあたる団体に相談をすることによって結果が変わることがある。2013年2月には港湾荷揚げ作業に従事していた男性の遺族が起こした裁判で、大阪高裁で処分の取消を求める判決が出され、厚労省は控訴せずに確定した。同年6月には東京高裁でも製鉄所の技術者だった男性の不支給処分を取消す判決が言い渡され、厚労省は上告できずに確定している。
また、これらの結果を踏まえ、神戸東労基署が不支給とした決定とされたことの取り消しが争点となっていた裁判において、厚生労働省が裁判係争中の2013年2月12日に支給へと決定を変更した事例などもある。
2014年6月10日、上記の事例と同様に肺内の石綿小体本数が厚労省が主張する基準（5000本）以下の1845本であることを理由に2012年に労災不認定とされ、2014年1月に肺がんで死亡していた男性の遺族が岡山県笠岡労働基準監督署の処分取り消しを求めて岡山地裁に提訴した。2012年に厚生労働省が定めた新認定基準に基く石綿小体本数をめぐって不認定となった事例としては初めての訴訟となる。

## 労災認定基準をゆがめた厚労省の裏通達
2006年2月に厚生労働省の「石綿による健康被害に係る医学的判断に関する検討会」においてアスベスト関連疾患の判定に係る報告書がまとめられ、労災におけるアスベスト関連疾患の認定基準が改正された。それ以前は、石綿ばく露作業従事歴が10年以上あり、あわせて胸膜プラークなどの医学的所見があることが認定の要件となっていた。改正によって10年以下の従事歴であっても、肺内の石綿小体や石綿繊維量が一定以上認められれば認定される基準が設けられた。
ところが、2007年3月14日、厚生労働省は「石綿による肺がん事案の事務処理について」（基労補発第0314001号 平成19年3月14日）という通達を発出した。この内容は、作業従事歴10年未満の者に適用されるべき肺内の石綿小体の基準を、10年以上の者にも照らし合わせて基準に満たない場合は各労働基準監督署で判断するのではなく、本省に照会をするように命じた。この通達は、「裏通達」と呼ばれている。この基準によって、本来であれば労災認定されている被害者が不認定となっており、アスベスト関連肺がんの救済が進んでいない大きな要因である。このような取り扱いに異議を唱えた被害者が処分の取り消しをもとめて行政訴訟を提起し、上記のような厚生労働省の運用上の不合理性を糾弾する判決が出されている。なお、東京の裁判には国の認定基準作成に関わった神山宣彦も国側の証人として裏通達の有効性を主張したが、判決ではこれらも含めた国側の意見はことごとく退けられた。
中皮腫・アスベスト疾患・患者と家族の会からも、「肺がんの認定基準が、いまだに、石綿曝露歴よりも、石綿小体数などの数値を偏重した基準になっている」と指摘されている。

## 環境省の肺がん救済の問題意識
参議院議員の川田龍平はアスベスト関連肺がんの救済率が低いことを指摘する質問主意書を複数回提出している。2010年5月、当時の環境省環境保健部企画課石綿健康被害救済対策室の泉陽子室長は、「ただ一つ事実として明らかなのは、救済法の肺がんの申請数が少ないということであります。療養者について見ますと、中皮腫の申請が三千二百三件なのに対しまして、肺がんはその半分以下で、千二百二十九件しか申請がないということでございますので、医療機関への啓発などについては、引き続き取り組む必要がある」として、石綿救済法における申請者自体が少ないことを問題としていた。しかし、その後も中皮腫との比較における申請者数の比率が拡大し続ける一方でありながら、環境省は「お尋ねの理由は不明である」という対応しかしていない。

## 上積み補償
労災保険は、雇われていた事業所の過失の有無を問わずに、国の制度として支給されるものである。労災の支給を受けた患者や遺族の中には、労災による給付があくまでも「最低限の補償」であるとして、企業側の過失を問う形で直接の賠償を求めるケースもある。2014年1月30日には、兵庫県のクボタ旧神崎工場にアスベストを運搬していた日通の従業員が中皮腫や肺がんで死亡した問題で、大阪高裁は直接の雇用主であった日通に被害者5人に対して約1億3300万円の支払いを命じ、のちに確定した。なお、提訴時にはクボタにも賠償を求めていたが1審判決前に和解が成立していた。
2014年2月にも断熱工事会社「山陽断熱」の元従業員が肺がんや石綿肺で死亡したり病気になった責任を会社に求めた裁判では、山陽断熱側が被害者7人に対して約1億2000万円の支払うことで合意し、広島高裁岡山支部で和解が成立している。

## レントゲンやCTでは確認できない「胸膜プラーク」
石綿関連肺がんの労災や救済法での認定にあたっての重要な判断材料の一つである胸膜プラーク（胸膜肥厚斑）の存在が肺内に確認できるか否かは非常に重要な問題である。医師の海老原勇（しばぞの診療所）は、「胸膜肥厚の意味や胸膜レントゲン写真や胸部CTでの所見についての知識が、全くといっても良いほど普及していないのが現状である」と指摘している。さらに、「現実に胸膜肥厚斑が存在するにも係らずレントゲンやCTにて判断することが出来ないことも少なくない」と述べている。労災認定においては、「肺がんの手術をするかたは、手術の際、肉眼で胸膜肥厚斑（プラーク）を確認してもらったほうが有利」であるとの指摘もある。

## タバコ肺がん説
海老原勇は「建設作業者の人たちの肺癌で私自身が意見書を書いて労災認定させた肺癌が193名。3名を除いて190名は全部見てくれた医師のところでは、「タバコのための肺癌だよ」といわれていましたね。「自分は建設の現場でこういう作業してアスベストを使っていたけど、その自分の肺癌はアスベストのためじゃないんですか？」ということを聞いたけれど、「そんな所見はないよと皆いわれたのだ」という具合に。日本ではタバコ肺癌説が物凄く蔓延し過ぎて、そのこと自体は間違いじゃないのだけど、客観的に公害による肺癌とか、職業性の肺癌を隠微する役割を果たしてしまっている。そのことに注意しなければなりませんね」と、注意を呼びかけている。